# Jérôme Gilloux
Jérôme Gilloux (22 de mayo de 1994) es un deportista francés que compite en ciclismo de montaña en la disciplina de campo a través. Ganó seis medallas en el Campeonato Mundial de Ciclismo de Montaña entre los años 2019 y 2024, en la prueba de campo a través con bicicleta eléctrica.

## Medallero internacional
| Campeonato Mundial | Campeonato Mundial        | Campeonato Mundial | Campeonato Mundial     |
| Año                | Lugar                     | Medalla            | Competición            |
| ------------------ | ------------------------- | ------------------ | ---------------------- |
| 2019               | Mont-Sainte-Anne (Canadá) | Medalla de plata   | Campo a través (b. e.) |
| 2020               | Leogang (Austria)         | Medalla de plata   | Campo a través (b. e.) |
| 2021               | Val di Sole (Italia)      | Medalla de oro     | Campo a través (b. e.) |
| 2022               | Les Gets (Francia)        | Medalla de oro     | Campo a través (b. e.) |
| 2023               | Glasgow (Reino Unido)     | Medalla de bronce  | Campo a través (b. e.) |
| 2024               | Pal Arinsal (Andorra)     | Medalla de oro     | Campo a través (b. e.) |